# 메리 미 (영화)
《메리 미》(영어: Marry Me)는 2022년 개봉한 미국의 로맨틱 코미디 영화이다. 캣 코이로가 감독을 맡았으며, 보비 크로즈비의 동명 그래픽노블이 영화의 원작이다.
2022년 2월 11일 미국에서 극장 개봉과 함께 피콕을 통해서 디지털로도 동시 공개되었다.

## 출연
- 제니퍼 로페즈 - 캐털리나 "캣" 밸데즈 역
- 오언 윌슨 - 찰리 길버트 역
- 말루마 - 배스티언 역
- 존 브래들리 - 콜린 캘러웨이 역
- 클로이 콜먼 - 루 길버트 역
- 세라 실버먼 - 파커 데브스 역
- 웃카시 앰부드카 - 코치 매니 역
- 지미 팰런 - 본인 역
- 브레이디 눈 - 조지 역